# غريب في أرض غريبة
غريب في أرض غريبة هي رواية الخيال العلمي التي كتبها الكاتب الأمريكي روبرت أنسون هيينلين نشرت عام 1961. يحكي قصة حب مايكل سميث، وهو الإنسان الذي يأتي إلى الأرض في مرحلة البلوغ في وقت مبكر بعد أن ولد على كوكب المريخ.

## روابط خارجية
- غريب في أرض غريبة على موقع الموسوعة البريطانية (الإنجليزية)